# Arnon Grunberg

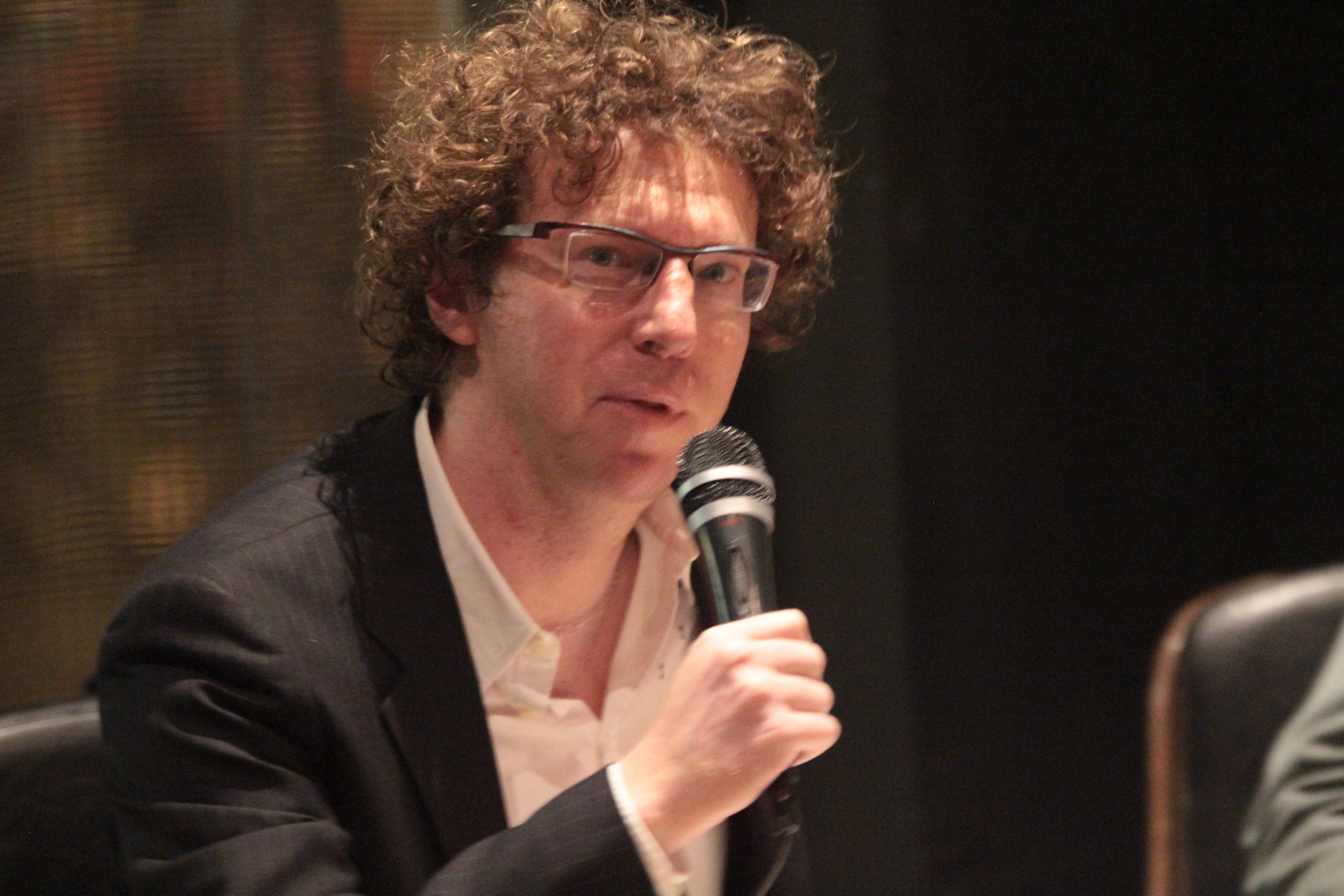
Arnon Grunberg i januari 2015.

Arnon Yasha Yves Grünberg, född 22 februari 1971 i Amsterdam i Nederländerna, är en nederländsk författare, journalist och skribent av judisk härkomst.
Grünberg skriver oftast under namnet Arnon Grunberg, men använde under en period även heteronymen Marek van der Jagt. Han debuterade 1994 med Blåmåndagar (svensk översättning 1998) och har två gånger belönats med det prestigefyllda nederländska litteraturpriset AKO Literatuurprijs. Till svenska har två av hans romaner översatts, Blåmåndagar och Fantomsmärtan (2002), båda utgivna på Brombergs förlag.